# Red Carpet Massacre
Red Carpet Massacre es el duodécimo álbum de estudio de la banda británica Duran Duran. Salió a la venta el 13 de noviembre de 2007 en Estados Unidos y el 19 de noviembre en Europa.
La mayoría del material del álbum se completó a finales de 2006, después de la marcha de Andy Taylor, cuando la banda empezó a trabajar con Timbaland como productor.
El álbum debutó en el #36 de la lista Billboard 200, vendiendo unas 29 000 copias en la primera semana. Sea como fuere, la siguiente semana bajó al #116. En la semana del 21 de noviembre, el álbum debutó en el #44 en el Reino Unido, siendo la segunda peor entrada en lista de la banda, después de su disco de 2000, Pop Trash. En Italia debutó en el #10. Para mayo de 2008, el álbum había vendido 88 000 copias en Estados Unidos. Sólo se mantuvo en la lista del Billboard durante tres semanas.

## Lista de canciones
- Todas las pistas compuestas y producidas por Duran Duran y Nate 'Danja' Hills a menos que se indique lo contrario:

1. "The valley" – 4:57
2. "Red carpet massacre" – 3:17
3. "Nite-runner" (coescrita, producida y apariciones de Timbaland y Justin Timberlake) – 3:58
4. "Falling Down" (coescrita, producida y aparición de Justin Timberlake) – 5:41
5. "Box full o' honey" – 3:10
6. "Skin divers" (coescrita, producida y aparición de Timbaland) – 4:24
7. "Tempted" – 4:22
8. "Tricked Out" – 2:45
9. "Zoom in" (coescrita y producida con Timbaland) – 3:25
10. "She's too much" – 5:30
11. "Dirty great monster" – 3:40
12. "Last man standing" – 4:05

Pistas adicionales:
1. "Cry baby cry" – 3:57 (Pista adicional en Japón e iTunes)[4]
2. "Nite-runner (Directo)" – 4:05 (Pista adicional en iTunes Reino Unido y en Italia)
3. "Red carpet massacre (Directo)" – 3:09 (Pista Adicional en iTunes Reino Unido y en Italia)

### Edición Deluxe DVD
Vídeos de cómo se hizo:
1. "El álbum"
2. "El diseño"
3. "El video" - como se hizo el video musical de "Falling Down"
4. "La promoción"
5. "Tomas falsas"

## Miembros
- Simon Le Bon - voces
- John Taylor - bajo
- Nick Rhodes - teclados
- Roger Taylor - batería
  - Con:
- Dominic Brown - guitarras
- Simon Willescroft - saxo en la pista 11
- Marcella Araica - programación adicional en pista 1
- Terri Walker - voz adicional en pista 6
- Jim Beanz - voz adicional en pistas 3 y 10
- Justin Timberlake - voz adicional en pistas 3 y 4
- Timbaland - voz adicional en 3 y 6

### Producción
- Duran Duran
- Danja
- Timbaland - Pistas 3, 6 y 9
- Justin Timberlake - Pistas 3 y 4
- Jim Beanz - Producción vocal en pistas 5, 9, 10, 11 y 12
- Jimmy Douglass - producción, ingeniería, mezclas